# リントン・マイナ
リントン・マイナ (Linton Maina, 1999年6月23日 - ）は、ドイツ・ベルリン出身のサッカー選手。ブンデスリーガ・1.FCケルン所属。ポジションはMF。

## クラブ経歴
地元ベルリンのユースチームを経て、2014年にハノーファー96のユースアカデミーに入所。2017年にU-19ユースチームに昇格し、2018年にトップチームに昇格。2018-19シーズンにブンデスリーガで20試合1ゴールを記録するも、チームはトップリーグ17位に終わり、2部に降格。2019-20シーズン以降出場機会が増え、2021-22シーズンは自己最高の6ゴールを決めた。
2022年5月19日、1.FCケルンと3年契約を締結し、同年7月より加入することが発表された。

## 代表経歴
2014年から4年間、各ユース世代のドイツ代表でプレーした。

## 人物
- 父はケニア出身で、母はドイツ人[4]。